# Llista d'episodis de Heidi
Heidi (アルプスの少女ハイジ, Arupusu no Shōjo Haiji, lit. ‘Heidi, la nena dels Alps’) és una sèrie d'anime japonesa dirigida per Isao Takahata amb Hayao Miyazaki com a director artístic i estrenada el 6 de gener de 1974, inspirada en el llibre homònim de l'escriptora suïssa Johanna Spyri.
La sèrie ha estat doblada en 3 varietats del català: en balear, a IB3, en l'espai infantil Mira sa tele; en valencià, a Canal Nou o Nou 2; i en català central, a betevé i FilminCAT. El doblatge en català central dels primers tretze episodis es va anunciar que arribaria a betevé a partir del 23 de desembre de 2024, coincidint amb el 50è aniversari. El 29 de gener de 2025 es va incorporar aquesta primera entrega a FilminCAT, juntament amb l'estrena dels següents 13 episodis en català central. L'11 de març els 13 nous es van estrenar a betevé. Finalment, el 31 de març FilminCAT va estrenar els 26 episodis restants per acabar la sèrie.

## Episodis
| Núm. | Títol                                                                         | Data d'emissió original | Data d'emissió a Catalunya      |
| --- | ----------------------------------------------------------------------------- | ----------------------- | ------------------------------- |
| 1 | Cap a la muntanya Arumu no yama e (アルムの山へ)                              | 6 de gener de 1974      | 23 de desembre de 2024          |
| La Heidi acaba de fer cinc anys. Tenia només un any quan els seus pares van morir i des de llavors viu amb la seva tieta Dete, germana de la seva mare, tot i que la major part de la seva vida ha estat sota la cura de persones estranyes, com la vella Úrsula. La Dete ha trobat una feina a Frankfurt i no pot continuar ocupant-se de la Heidi, així que decideix portar-la a casa del seu avi, als Alps. Anant cap a casa de l’avi als Alps, la Heidi coneix la Floquet de Neu i el Pere. |                                                                               |                         |                                 |
| 2 | A casa de l'avi Ojiisan no yamagoya (おじいさんの山小屋)                      | 13 de gener de 1974     | 24 de desembre de 2024          |
| La Heidi està encantada a casa de l’avi, amb el vent xiuxiuejant entre els avets dels Alps. Acostumada a no sortir, la seva nova llibertat l’omple d’alegria. De nit, dins de la cabana, tot és agradable i confortable. La Heidi dorm plàcidament al seu llit de palla daurada i olorosa; potser sigui la nit més feliç de la seva vida. |                                                                               |                         |                                 |
| 3 | Cap a les pastures Bokujou de (牧場で)                                        | 20 de gener de 1974     | 25 de desembre de 2024          |
| Es fa de dia als Alps. La vida desperta al voltant de la cabana de l’avi. Rajos de sol entren a dolls per la finestra com si volguessin saludar la Heidi. En despertar, la Heidi s'adona que no estava somiant i que és a casa de l’avi. Al matí, l’avi la deixa anar amb en Pere a les pastures, i li explica que allà podrà veure l’aligot, el senyor dels cims i les dormilegues. |                                                                               |                         |                                 |
| 4 | Un més de la família Mou hitori no kazoku (もう一人の家族)                    | 27 de gener de 1974     | 26 de desembre de 2024          |
| Una tempesta d’estiu sorprèn el Pere i la Heidi, que s'aixopluguen en un refugi. Després de la tempesta, la Heidi troba una cria de gafarró que ha caigut del niu i se l’emporta a casa per cuidar-la. La Heidi anomena l’ocell Pitxí, perquè piula molt, i la Boira el salva quan intenta acostar-se al foc. |                                                                               |                         |                                 |
| 5 | La carta cremada Mou hitori no kazoku (燃えた手紙)                            | 3 de febrer de 1974     | 27 de desembre de 2024          |
| El Pere s'enfada amb la Heidi perquè no vol anar als prats per quedar-se a cuidar el Pitxí i s'oblida de donar-li una carta a l’avi. Més tard, la Heidi decideix anar a la pastura perquè el Pitxí ja pot volar una mica. La carta que el Pere entrega a l’avi és de la tia Dete. Diu que està molt bé a Frankfurt i que espera que algun dia la Heidi hi vagi a estudiar. |                                                                               |                         |                                 |
| 6 | Xiula més fort Hibike no kuchibue (ひびけ口笛)                                | 10 de febrer de 1974    | 30 de desembre de 2024          |
| La Heidi ha decidit convertir-se en cabrera, tot i que al principi li costa una mica. L’avi decideix tornar al poble per intercanviar pa i altres aliments, com el seu formatge casolà i les coses de fusta que fa. La Heidi aprèn a xiular i a munyir amb en Pere. |                                                                               |                         |                                 |
| 7 | El xiuxiueig dels avets Mominoki no oto (樅の木の音)                          | 17 de febrer de 1974    | 31 de desembre de 2024          |
| L’estiu està arribant a la seva fi, fa tres mesos que la Heidi va arribar als Alps. El Pitxí ja és un ocellet adult i entremaliat. La tardor s'acosta i al capdamunt de les muntanyes comença a bufar el vent. L’avi demana a la Heidi que no vagi més a les pastures perquè és perillós i li ensenya a fer formatge a casa. |                                                                               |                         |                                 |
| 8 | On s'ha ficat, en Pitxí? Picchii yo doko e (ピッチーよどこへ)                 | 24 de febrer de 1974    | 1 de gener de 2025              |
| Amb l’arribada del fred, en Pitxí ha de migrar. La Heidi es posa molt trista perquè al principi no ho entén, però l’avi li ho explica. El Pere, veient com de trista està la Heidi, atrapa un ocell per a ella. |                                                                               |                         |                                 |
| 9 | Els Alps nevats Hakugin no arumu (白銀のアルム)                               | 3 de març de 1974       | 1 de gener de 2025              |
| L’hivern arriba als Alps, la Heidi es desperta amb el llit ple de neu i li encanta. Després veu un cérvol i li dona de menjar fenc per fer-se’n amiga. El Pere la visita, li explica que va a l’escola i la convida a casa seva a veure la seva àvia. |                                                                               |                         |                                 |
| 10 | La visita a casa de l’àvia Obaasan no ie e (おばあさんの家へ)                 | 10 de març de 1974      | 2 de gener de 2025              |
| Des que en Pere la va convidar a casa seva, la Heidi està impacient per anar-hi, però l’avi li ha dit que ha d’esperar fins que pari de nevar i la neu estigui gelada. L’àvia d’en Pere es posa molt contenta quan la Heidi la va a veure, però la Heidi es posa molt trista quan se n’adona que l’àvia és cega. |                                                                               |                         |                                 |
| 11 | Tempesta de neu Fubuki no hi ni (吹雪の日に)                                  | 17 de març de 1974      | 3 de gener de 2025              |
| L’hivern als Alps és llarg i rigorós. A vegades hi neva durant setmanes. Des que l’avi va reparar la cabana del Pere, la Heidi hi va sempre que la neu no li ho impedeix. Dos caçadors es perden durant una tempesta de neu i la Heidi demana a l’avi que vagi a buscar-los per salvar-los. |                                                                               |                         |                                 |
| 12 | Sons de primavera Haru no oto (春の音)                                        | 24 de març de 1974      | 6 de gener de 2025              |
| L’hivern està arribant al seu final, la neu comença a fondre’s i comencen a sortir les primeres flors de la primavera. |                                                                               |                         |                                 |
| 13 | Tornada als prats Futatabi no bokujou e (再び牧場へ)                          | 31 de març de 1974      | 6 de gener de 2025              |
| Arriba la primavera i en Pere torna a portar les cabres a pasturar. La Heidi l’acompanya i els dos tenen una baralla amb un pastor que els pega perquè els acusa de robar-li una cabreta. La Boira arriba i espanta el pastor. |                                                                               |                         |                                 |
| 14 | Una notícia trista Kanashii shirase (悲しいしらせ)                            | 7 d'abril de 1974       | 29 de gener de 2025 (FilminCAT) |
| En Pere és el portador de males notícies quan se n’adona que la cabra preferida de la Heidi serà sacrificada després de l’estiu perquè no proporciona prou llet. La Heidi queda devastada per la noticia. L’avi aconsella a la Heidi que busqui un tipus particular d’herba que podria salvar la vida de l’animal. En Pere i la Heidi passen l’estiu sencer buscant-la. |                                                                               |                         |                                 |
| 15 | Floquet de Neu Yuki-chan (ユキちゃん)                                         | 14 d'abril de 1974      | 29 de gener de 2025 (FilminCAT) |
| L’estiu gairebé s’ha acabat i els amos de la cabra preferida de la Heidi decideixen no enviar-la més als prats per ser sacrificada. És un dia agredolç per a la Heidi i en Pere, que es diverteixen en el seu últim dia amb la cabra però, al mateix temps, veuen que els seus esforços d’aquest estiu han estat infructuosos. A l’últim moment, la Heidi amaga la cabra del seu avi, amb la qual cosa posa la feina d’en Pere en perill, de manera que el noi confessa on és. Quan el seu just propietari apareix per reclamar el que és seu, la Heidi aconsegueix convèncer-lo que deixi viure la cabra. |                                                                               |                         |                                 |
| 16 | Dorfli Derufuri mura (デルフリ村)                                             | 21 d'abril de 1974      | 29 de gener de 2025 (FilminCAT) |
| La Heidi té vuit anys. És la temporada de boles de neu i jocs… En Pere els porta una carta del mestre… Sorgeix una gran pregunta: per què la Heidi no va a l’escola? |                                                                               |                         |                                 |
| 17 | Visites inesperades Futari no okyaku-sama (二人のお客さま)                    | 28 d'abril de 1974      | 29 de gener de 2025 (FilminCAT) |
| La primavera està arribant i la Heidi té gairebé vuit anys. L’avi rep la visita del pastor del poble a l’alberg. Parla amb el seu avi durant hores per intentar convèncer-lo que enviï la nena a l’escola, però el vell s’hi nega: tot i que sap que el pastor té moltes raons a favor seu, no pot imaginar que la Heidi pugui afrontar quatre hores al dia per anar i tornar del poble, i no vol tornar a viure al camp, ara massa petit i estrany per a ell. Els vilatans, en saber la notícia, no saben què més fer quan, de sobte, arriba una noia ricament vestida de la ciutat. És la Dete, que ha tornat per recuperar la Heidi i portar-la amb ella a Frankfurt. |                                                                               |                         |                                 |
| 18 | L'adeu Hanare banare ni (離ればなれに)                                        | 5 de maig de 1974       | 29 de gener de 2025 (FilminCAT) |
| La tia Dete arriba de Frankfurt amb la intenció d’endur-se la Heidi de nou amb ella perquè ha trobat una família d’un ric comerciant disposada a acollir-la i donar-li una educació adequada. Després d’una llarga i infeliç discussió, l’avi es nega a deixar-la anar, però la Dete, amb un estratagema, aconsegueix emportar-se la seva neboda, fent-li creure que la portaria a casa abans de la nit. En Pere i la seva àvia encara confien en aquesta marxa sobtada i el noi, que culpa l’avi de la Heidi per haver-la deixat marxar sense dir ni una paraula, plora a la muntanya més alta. |                                                                               |                         |                                 |
| 19 | Cap a Frankfurt Frankfurt e (フランクフルトへ)                                | 12 de maig de 1974      | 29 de gener de 2025 (FilminCAT) |
| La Heidi descobreix massa tard que ja no tornarà a les seves muntanyes ni amb el seu avi i intenta escapar-se, però la tia Dete aconsegueix arrossegar-la amb ella al tren cap a Frankfurt, mentre la nena observa com les seves estimades muntanyes es fan cada cop més petites. En arribar a la ciutat, la tia i la neboda es dirigeixen directament a la casa dels Sesemann, on les espera la senyora Rottenmeier, la institutriu severa i estricta, la Clara, la filla paralítica del senyor Sesemann, i els dos criats, la Tinette i en Sebastian. La simpàtica tia Dete i la Heidi xoquen immediatament amb la senyora Rottenmeier, que considera la nena massa petita, salvatge i mal educada per ser una companya de jocs adequada per a la Clara. No obstant això, enmig de la discussió, la Dete se’n va sense donar l’oportunitat de replicar a la dona de claus i deixa la Heidi en aquella casa sense conèixer ningú. |                                                                               |                         |                                 |
| 20 | Una nova vida Atarashii seikatsu (新らしい生活)                               | 19 de maig de 1974      | 29 de gener de 2025 (FilminCAT) |
| És el primer dia a la casa dels Sesemann per a la Heidi i quan baixa del llit recorda que és a Frankfurt i no a les muntanyes, i immediatament sent una gran enyorança. La senyora Rottenmeier li explica de seguida les normes de la casa. La Heidi comença les seves classes particulars amb la Clara, però aviat oblida la presència del mestre i de la mateixa Clara; en lloc de parar atenció a les lliçons, s’adorm i somia que és a les muntanyes. A partir d’aquí comencen els primers problemes que faran que la senyora Rottenmeier es desesperi cada cop més davant el comportament inesperat de la nena. La Clara, en canvi, gaudeix de la companyia de la Heidi i li promet que no la deixarà mai més. |                                                                               |                         |                                 |
| 21 | Vull volar Jiyū ni tobi tai (自由に飛びたい)                                  | 26 de maig de 1974      | 29 de gener de 2025 (FilminCAT) |
| La Heidi fa de les seves: allibera en Hanz, el canari de la Clara, de la seva gàbia per deixar-lo volar d’una vegada per-totes i que sigui lliure. L’ocell s’escapa i la dona de claus, furiosa, tanca la Heidi al soterrani com a càstig i la deixa allà tot el dia. El canari Hanz, després d’assaborir la llibertat, torna a la seva tranquil·litzadora gàbia. Com la Clara explica a la Heidi, als canaris els encanta ser lliures, però també tornen a la seva gàbia com si fos una petita casa per a ells. |                                                                               |                         |                                 |
| 22 | On són les muntanyes? Tōi aru (遠いアルム)                                    | 2 de juny de 1974       | 29 de gener de 2025 (FilminCAT) |
| La Heidi s’enyora de casa, però no hi pot tornar per no fer-li mal a la Clara. Aleshores surt a fora i s’enfila per veure almenys des de la distància les seves estimades muntanyes. La Heidi torna a ser al cim, però queda decebuda en veure que, en lloc de muntanyes, no hi ha res més que cases. Descoratjada per no veure res més que edificis, baixa les escales colpida per la tristesa, fins que es deté en veure un gat amb els seus gatets. L’endemà, la Heidi porta els gatets a la casa dels Sesemann, i comparteix amb la Clara la seva nova companyia felina. |                                                                               |                         |                                 |
| 23 | Un gran enrenou Ōsōdō (大騒動)                                                | 9 de juny de 1974       | 29 de gener de 2025 (FilminCAT) |
| La Heidi aconsegueix amagar en Meu a les golfes gràcies a l’ajuda d’en Sebastian. Durant la classe, truquen a la porta de la sala d’estudi: és en Sebastian, acompanyat del petit organista que la Heidi coneix, i el nen es posa a tocar. Les dues nenes es diverteixen, però la senyoreta Rottenmeier posa fi a aquella diversió immediatament. Les lliçons es reprenen, però tornen a interrompre’s quan en Sebastian introdueix una cistella gran de pícnic per a la senyoreta Clara. La cistella està plena de gatets que salten i miolen. |                                                                               |                         |                                 |
| 24 | El gat abandonat Suterareta Mii-chan (捨てられたミーちゃん)                   | 16 de juny de 1974      | 29 de gener de 2025 (FilminCAT) |
| La Heidi i la Clara van amb molta cura perquè no descobreixin en Meu. La Heidi i la Clara hi comencen a jugar a la sala d’estudi, però la senyora Rottenmeier, que ha tornat a casa per recuperar una cosa que havia oblidat, ho descobreix tot i agafa en Meu, malgrat les llàgrimes de la Clara i la Heidi. Desesperada, la Heidi fuig de casa, però de seguida la troba la senyora Rottenmeier, que la torna a portar a casa entre crits i plors. |                                                                               |                         |                                 |
| 25 | Els panets blancs Shiro-pan (白パン)                                          | 23 de juny de 1974      | 29 de gener de 2025 (FilminCAT) |
| La senyora Rottenmeier i el mestre de la Clara estan desesperats perquè, tot i els seus esforços, la Heidi encara no ha après a llegir i ni tan sols sap l’alfabet. Mentrestant, el pare de la Clara envia un telegrama: en pocs dies tornarà a casa. Immediatament comencen a fer una neteja a fons, durant la qual la senyora Rottenmeier descobreix el secret de la Heidi. Durant tots aquells dies a Frankfurt, s’havia endut els panets blancs de l’esmorzar, que ella amagava a l’armari per poder portar-los un dia a l’àvia d’en Pere. Per calmar la seva petita amiga, la Clara li explica la història del llop i els set nans fins que la Heidi es torna a tranquil·litzar. |                                                                               |                         |                                 |
| 26 | La tornada del senyor Sesemann Zezeman-san no okaeri (ゼーゼマンさんのお帰り) | 30 de juny de 1974      | 29 de gener de 2025 (FilminCAT) |
| El pare de la Clara torna d’un dels seus viatges de negocis amb alguns regals per a les dues nenes, i finalment coneix la que venia de les muntanyes. És un home agradable i generós, però la senyora Rottenmeier, exasperada per la conducta de la Heidi, insinua que la nena no és normal i que hauria de marxar immediatament per no perjudicar la bona educació de la Clara. |                                                                               |                         |                                 |
| 27 | L'àvia de la Clara Obā-sama (おばあさま)                                      | 7 de juliol de 1974     | 31 de març de 2025 (FilminCAT)  |
| La Heidi està nerviosa per l'arribada de l'àvia de la Clara, sobretot perquè la senyora Rottenmeier ha insistit que practiqui a saludar-la educadament. La institutriu li prohibeix dirigir-s'hi com a àvia perquè només la Clara pot utilitzar aquest nom i adreçar-se a ella de manera informal, així que la Heidi té por que la senyora Seseman sigui tan estricta com la mateixa institutriu. L'àvia de la Clara, en canvi, resulta ser una persona extremadament alegre i simpàtica: la dona es presenta a can Seseman amb una pell d'os per espantar les xiquetes, però l'única que s'espanta és la senyora Rottenmeier que es desmaia a les escales. Entre la Heidi i la seva àvia es desenvolupa una afinitat immediata, gràcies als trucs i jocs de màgia que li proposa la seva àvia. Per descomptat, la senyora Rottenmeier fa poc per amagar la seva insatisfacció amb els mètodes de criança de la senyora Seseman, amb l'esperança que se'n vagi aviat. L'àvia de la Clara llegeix un conte a la Heidi abans d'anar a dormir, i deixa el llibre al coixí. |                                                                               |                         |                                 |
| 28 | Una excursió al bosc Mori e ikō (森へ行こう)                                  | 14 de juliol de 1974    | 31 de març de 2025 (FilminCAT)  |
| Gràcies al llibre de contes de la seva àvia, la Heidi aprèn de sobte a llegir: el professor està sorprès, i totes les seves teories han quedat desacreditades. L'àvia decideix recompensar la Heidi deixant-la entrar a la seva habitació, on guarda moltes joguines: la petita se sorprèn per un gran quadre que representa un paisatge muntanyenc i esclata a plorar. L'àvia entén que la petita té nostàlgia del seu avi i dels animals, així que se li acudeix la idea d'organitzar una excursió al camp, també perquè la Clara no ha sortit mai d'aquella casa. La senyora Rottenmeier hi està en contra perquè la Clara és molt delicada, però l'àvia la fa callar perquè tancar-la entre les quatre parets de la casa només li farà mal. Un cop hi arriben, la Heidi és finalment lliure de córrer salvatge pels prats. |                                                                               |                         |                                 |
| 29 | Dos cors Futatsu no kokoro (ふたつのこころ)                                   | 21 de juliol de 1974    | 31 de març de 2025 (FilminCAT)  |
| La Heidi comença a jugar amb dos nois, fills de pagesos de la zona, per aconseguir una papallona per a la Clara, que es queda sola i es posa molt trista perquè creu que la petitona prefereix córrer i saltar en comptes de quedar-se al seu costat. Vol tornar a casa immediatament, i desitja que la Heidi torni a les seves muntanyes, però és una ira temporal. Durant el dia, la Clara i la Heidi viuran moltes aventures: jugaran a fet i amagar amb l'àvia, viatjaran en barca pel riu, i munyiran les cabres. En tornar a casa, la Clara emmalalteix amb febre a causa dels esforços poc habituals que ha fet, però la satisfà veure la Heidi contenta perquè ha sigut un dia que mai oblidarà. |                                                                               |                         |                                 |
| 30 | Vull agafar el Sol Oyō-sama wo tsukamaetai (お陽さまをつかまえたい)           | 28 de juliol de 1974    | 31 de març de 2025 (FilminCAT)  |
| La Heidi i la seva àvia entretenen la convalescent Clara amb espectacles de titelles, i fan enfadar la senyora Rottenmeier que voldria que la deixessin descansar en pau. La Heidi és enviada pel doctor Klassen a buscar una nova cura per a la Clara: a l'oficina del metge, la Heidi li demana alguns suggeriments per ajudar la Clara a millorar més aviat i el metge li aconsella que la tregui de casa. La Heidi té una idea: tornar al bosc on ella i la seva àvia anaven a collir unes flors. Allà coneix els mateixos nens de l'última vegada i junts agafen un munt de papallones que posen en una cistella juntament amb les flors. La Heidi i la seva àvia deixen anar papallones a l'habitació de la Clara, que es cura i segueix el suggeriment del metge, sortint al jardí durant unes hores. L'àvia ha entès que la Heidi i la Clara ara es poden espavilar soletes i li diu al metge que tornarà a casa aviat, però no té el valor de dir-ho a les noies. |                                                                               |                         |                                 |
| 31 | Adeu, àvia Sayōnara obaaā-sama (さようならおばあさま)                         | 4 d'agost de 1974       | 31 de març de 2025 (FilminCAT)  |
| A partir d'un comentari de la senyora Rottenmeier, la Heidi i la Clara descobreixen que la seva àvia està a punt de marxar: la Heidi està molt afectada, i l'àvia li promet que tornarà quan hagi après a llegir tot el llibre de contes de fades que li va regalar. Abans d'acomiadar-se, l'àvia porta les noies a passejar per la ciutat, i es troben amb un casament. La Heidi i la Clara se sorprenen de veure els nuvis que surten de l'església, així que a la seva àvia se li acudeix la idea d'organitzar una falsa festa de casament a casa, amb la Clara fent el paper de la núvia amb un vestit blanc. L'amic acordionista de la Heidi també participa en els balls i moments de gaubança. Enmig de les celebracions, en què evidentment la senyora Rottenmeier no participa, l'àvia surt de la casa dels Seseman i marxa sense dir res a les noies. Quan la Heidi s'adona de la seva absència, surt precipitadament de casa i corre desesperada rere del carruatge, però l'àvia només pot acomiadar-se. Can Seseman torna, així, a caure en la depressió que hi havia abans de la seva arribada. |                                                                               |                         |                                 |
| 32 | Una nit agitada Arashi no yoru (あらしの夜)                                   | 11 d'agost de 1974      | 31 de març de 2025 (FilminCAT)  |
| La senyora Rottenmeier recupera les regnes del comandament: vol que la Heidi i la Clara oblidin el temps passat amb la senyora Seseman i tornin als seus vells hàbits. La marxa de l'àvia ha deixat un profund buit en la Heidi, que ja no menja i sembla cada cop més pàl·lida. La petita comença a pensar en un possible adeu, però la Clara no la vol perdre i acusa la senyora Rottenmeier d'exasperar-la. La mestressa, que no vol disgustar la Clara, troba la Heidi a l'habitació de la seva àvia —un lloc on ara es refugia la petita per trobar una mica de tranquil·litat i serenor— i li ordena que no esmenti més les seves muntanyes davant seu, prohibint-li també plorar per no molestar-la; després l'allunya amb força de l'habitació, privant-la també del quadre que li recordava la seva feliç vida a la muntanya. Unes quantes nits després, la minyona Tinette crida de terror dient que ha vist un fantasma vagant per les escales. |                                                                               |                         |                                 |
| 33 | Fantasmes Yūrei sōdō (ゆうれい騒動)                                           | 18 d'agost de 1974      | 31 de març de 2025 (FilminCAT)  |
| La Clara té por del fantasma i demana a la senyora Rottenmeier que escrigui un telegrama al seu pare. El senyor Seseman torna a casa i truca al doctor Klassen perquè s'amagui amb ell a la nit i esbrini qui és el fantasma misteriós. Després de moltes hores, tots dos descobreixen que el "fantasma" no és altre que la Heidi, que s'havia aixecat del llit perquè somiava a estar a la seva cabana de la muntanya. El metge posa la nena al llit i, parlant amb ella, descobreix que la senyora Rottenmeier l'ha obligat a reprimir les emocions. En Klassen ho té clar amb el senyor Seseman: la Heidi ha de tornar a les muntanyes perquè, si no, podria emmalaltir greument. El senyor Seseman renya durament la senyora Rottenmeier per haver causat el malestar de la Heidi, després convenç la Clara que el correcte és deixar que la seva amigueta torni a ca seva i li promet que algun dia es retrobaran. Òbviament, la Heidi està contenta de tornar a casa, però, de la mateixa manera, està preocupada per la Clara, que ara tornarà a estar sola. El senyor Seseman l'anima dient que a partir d'ara es farà càrrec de la seva filla. Abans que la Heidi marxi, la Clara li demana perdó per haver-la mantingut tant de temps a Frankfurt i li fa regals: una cistella de panets blancs per a la seva àvia, un xiulet per a en Pere i tabac de pipa per al seu avi. |                                                                               |                         |                                 |
| 34 | La tornada Natsukashi no yama e (なつかしの山へ)                              | 25 d'agost de 1974      | 31 de març de 2025 (FilminCAT)  |
| La Heidi marxa de Frankfurt amb en Sebastià, a qui el senyor Seseman li encarrega que l'acompanyi en el viatge perquè la seva tia Dete estava molt ocupada, tal com havia dit al pare de la Clara. La Heidi espera ansiosament tornar a veure les seves muntanyes: quan apareixen a l'horitzó, en Sebastià entén per què la nena estava tan trista. Un cop a Maienfeld, en Sebastià i la Heidi pugen al poble a bord del carro del forner, on la Heidi deixa la maleta que després recollirà el seu avi. Després d'acomiadar-se d'en Sebastià, la petita continua sola: primer s'atura a ca l'àvia d'en Pere per donar-li els panets blancs, després corre feliç cap a la cabana on finalment pot tornar a abraçar el seu estimat avi. |                                                                               |                         |                                 |
| 35 | El cel dels Alps Arumu no hoshizora (アルムの星空)                            | 1 de setembre de 1974   | 31 de març de 2025 (FilminCAT)  |
| La Heidi està eufòrica i tot el dia no sap si riure o plorar: ha tornat a casa i això és l'únic que importa. Mentre la Heidi juga al camp, en Pere arriba de pasturar les cabres: la petita està contenta de veure la Diana, Blanqueta i la Floquet de Neu, que mentrestant s'han fet grans i han tingut petites cabretes. El pastor està incrèdul i gairebé no creu que el que té davant sigui la Heidi, però aleshores s'alegra d'haver trobat la seva estimada amiga i, literalment, salta d'alegria, com totes les altres cabres. Tot és com era quan va marxar: els avets, la cabana, els prats... però quan s'adona que ha crescut tant que ja no pot cabre amb la seva roba vella i que la Blanqueta està embarassada, entén que en realitat alguna cosa ha canviat. Aquell vespre, parlant amb el seu avi, la Heidi recorda la seva estada a Frankfurt, explicant amb llàgrimes tota l'opressió i els abusos que la senyora Rottenmeier li va infligir, i descriu amb dolor que ho havia viscut com un horrible infern del qual no podia trobar sortida. El seu avi la consola dient que s'oblidi de la terrible dona, que ara ja no la podrà fer mal. Poc després, sorprenentment, en Pere ve a visitar la Heidi, li porta un regal, tots dos se saluden afectuosament, i prometen veure's l'endemà.                                                                         |                                                                               |                         |                                 |
| 36 | Tornada a les pastures Soshite bokujō e (そして牧場へ)                        | 8 de setembre de 1974   | 31 de març de 2025 (FilminCAT)  |
| La Heidi torna amb Pere i les cabres: està tan feliç que té por que tot sigui un somni i que es despertarà a can Seseman. Rodola pels prats florits, observa el ramat llunyà i l'esparver que vola lliurement. La Heidi també explica a en Pere el que li va passar a Frankfurt: tot i que va trobar una amiga com la Clara, de fet, assegura que la vida s'havia convertit en un infern a causa dels turments de la senyora Rottenmeier, dels quals no va poder escapar de cap manera. En sentir el turment que ha patit la Heidi, en Pere maleeix la senyora Rottenmeier com una dona horrible. En un intent de rescatar una cabreta que s'havia unit a un ramat de cabres salvatges, amb el risc de caure de les muntanyes, la Heidi i el Pere descobreixen un llac preciós. Mentrestant, l'avi baixa al poble a recollir la maleta: quan el forner i la seva dona li diuen que la Heidi semblava una noia de ciutat, el vell esclata a riure. El forner i la seva dona es miren meravellats: en tota la vida no havien vist mai riure el vell dels Alps. L'avi regala a la seva neta un vestit nou, aquesta vegada de la talla adequada. |                                                                               |                         |                                 |
| 37 | El cabrit Yagi no Aka-han (山羊のあかちゃん)                                  | 15 de setembre de 1974  | 31 de març de 2025 (FilminCAT)  |
| La Heidi rep una carta de la Clara que li explica els seus dies tristos a Frankfurt sense ella i decideix respondre convidant-la a les muntanyes. La Blanqueta dona a llum una cabreta que la nena anomena Bonica. Quan la Heidi visita l'àvia d'en Pere, per a sorpresa de la vella i de la Brígida, comença a llegir uns contes de fades suïssos que li agrada a la seva àvia. Al vespre, l'avi observa la Heidi mentre gaudeix llegint el llibre que li havia regalat l'àvia de la Clara, i decideix que ha arribat el moment d'enviar-la a l'escola. Per poder assistir a les classes, tots dos hauran de traslladar-se necessàriament al poble durant l'hivern. En un principi, el vell pensa llogar una casa, però per pagar-la es compromet amb el propietari a vendre-li la Bonica: la Heidi hi està fermament en contra, així que l'avi canvia d'opinió i decideix reformar la seva antiga casa. |                                                                               |                         |                                 |
| 38 | La casa nova Atarashii iede (新しい家で)                                      | 22 de setembre de 1974  | 31 de març de 2025 (FilminCAT)  |
| Ha arribat l'hivern: la Heidi i el seu avi es traslladen al poble a la casa que el vell ha reformat durant la tardor. En la primera entrada a la nova casa, la Heidi se sorprèn, però després d'explorar-ne l'interior canvia d'opinió perquè és molt espaiosa. La Heidi vol que en Pere vingui a l'escola amb ella l'endemà i així ho promet en Pere, tot i que el vell no es mou mai quan neva. L'endemà al matí en Pere arriba davant de l'escola molt d'hora i troba una senyora que li demana que ajudi el seu marit i li porti la bossa que s'ha deixat a casa. En Pere corre tan de pressa com pot, però quan troba l'home el porta amb ell a dinar a Maienfeld i es perd les classes. En Pere encara vol complir la seva promesa i corre com un boig de l'estació a l'escola: la Heidi queda gratament impressionada pel comportament d'en Pere i fa callar els seus companys d'escola, que se'n burlen per haver arribat tard. |                                                                               |                         |                                 |
| 39 | Curses en trineu Ganbare Peter (がんばれペーター)                             | 29 de setembre de 1974  | 31 de març de 2025 (FilminCAT)  |
| La Heidi demana a en Pere que lliuri la carta a la seva àvia, amb la intenció d'obligar-lo a llegir. L'endemà, la Heidi s'assabenta a través dels seus companys que hi haurà la cursa anual de trineus, oberta només als nois. La Heidi intenta convèncer en Pere perquè participi, però mai no ha competit perquè el seu trineu és massa vell. La Heidi convenç el seu amic de construir un nou trineu amb el qual participar-hi, sota la supervisió del seu avi, que percep les habilitats de fusteria d'en Pere. Així, el nen guanya la cursa amb el mateix mèrit. |                                                                               |                         |                                 |
| 40 | Vull anar als Alps Arumu e iki tai (アルムへ行きたい)                         | 6 d'octubre de 1974     | 31 de març de 2025 (FilminCAT)  |
| L'hivern s'ha acabat: l'avi i la Heidi tanquen la casa del poble per tornar a la cabana. La noia reprèn l'intercanvi de cartes amb la Clara, cosa que fa enfadar en Pere perquè torna a descuidar-lo en favor de la seva amiga de ciutat. Mentrestant, a Frankfurt, la Clara obliga la senyora Rottenmeier a escriure al seu pare perquè compleixi la promesa que li havia fet temps abans: dur-la a veure la Heidi. El senyor Seseman torna a casa, discuteix l'assumpte amb el doctor Klassen i li demana que segueixi endavant i que vegi com és el lloc. La Clara ho explica tot a la Heidi en una carta, però la noia no entén el contingut i creu que el metge està a punt d'acompanyar la Clara. |                                                                               |                         |                                 |
| 41 | La promesa del doctor Oisha-sama no yakusoku (お医者さまの約束)               | 13 d'octubre de 1974    | 31 de març de 2025 (FilminCAT)  |
| La Heidi s'enduu una decepció quan veu arribar només el metge, però això la fa encara més decidida a convèncer-lo perquè deixi venir la Clara. La Heidi i en Pere porten el metge a les pastures per mostrar-li la bellesa del lloc. El doctor queda embadalit, però, segons li diu al vell un cop torna a la barraca, és massa perillós per a la Clara perquè no es podria moure lliurement en una cadira de rodes. Al vespre, la Heidi porta el metge a casa d'en Pere per donar regals de Frankfurt a la seva àvia i a la Brígida: el metge visita l'àvia i constata el seu excel·lent estat de salut. Quan la Heidi se'n va al llit, el seu avi pregunta al metge si hi ha possibilitats que la Clara pugui caminar: la seva resposta és que sí, però el problema és que sempre s'ha negat a fer els exercicis. L'endemà al matí, la Heidi aconsegueix convèncer el metge que —fent que la Clara vingui a les muntanyes— es podria curar. |                                                                               |                         |                                 |
| 42 | Quina alegria tornar-te a veure Clara tono saikai (クララとの再会)            | 20 d'octubre de 1974    | 31 de març de 2025 (FilminCAT)  |
| La Heidi rep una carta de la Clara en la qual li anuncia la seva arribada, però la notícia que la senyora Rottenmeier l'acompanyarà és com un gerro d'aigua freda. Cada dia l'avi baixa al poble a arreglar la casa, mentre que la Heidi es queda a la cabana per fer-se càrrec de les petites tasques domèstiques. El dia de l'arribada de la Clara, un carruatge entra al poble, i crea confusió entre els nens. La Heidi corre a saludar la Clara, i la presenta immediatament al seu avi. La senyora Rottenmeier intueix des del principi que li costarà acomodar-s'hi, sobretot quan fa un crit que confon en Pere amb un os. Després de sopar, la Heidi i la Clara s'adormen aviat perquè l'endemà pujaran d'hora a la cabana. |                                                                               |                         |                                 |
| 43 | Vull quedar-me aquí Clara no negai (クララの願い)                             | 27 d'octubre de 1974    | 31 de març de 2025 (FilminCAT)  |
| La Clara està emocionada de pujar a la cabana i veure la bellesa de la muntanya que la Heidi li ha descrit tantes vegades. Tot està a punt per pujar als cims: la senyora Rottenmeier ha contractat dos homes amb una cadira per a la Clara, mentre que la institutriu es veu obligada a muntar a cavall. A la muntanya, la Clara se sent molt bé i menja amb gana, cosa que mai ha passat a Frankfurt. A la posta de sol els pagesos tornen a recollir la Clara i la senyora Rottenmeier per portar-les de tornada al poble, però a la Clara li agradaria dormir a la cabana amb la Heidi i, per primera vegada, aconsegueix imposar-se a la mestressa. La senyora Rottenmeier accepta de mala gana els desitjos de la Clara, i diu que hi anirà i tornarà cada matí per assegurar-se que tot vagi bé. |                                                                               |                         |                                 |
| 44 | El pla d'en Pere Chiisana keikaku (小さな計画)                                | 3 de novembre de 1974   | 31 de març de 2025 (FilminCAT)  |
| La Clara es desperta molt d'hora i és testimoni de la seva primera sortida de sol a les muntanyes. Així comença un nou dia de meravelles per a ella: per fi es pot estirar als prats i conèixer els insectes, i gaudeix d'una llibertat que mai ha tastat. Mentrestant, en Pere es veu obligat a aguantar la senyora Rottenmeier que puja a la cabana amb ell en lloc de llogar el cavall perquè la nit abans havia trobat una puça al llit. El nen diu a la institutriu que les seves sabates no són aptes per caminar per la muntanya i li presta un parell de botes. La Rottenmeier les troba horribles i prefereix caminar descalça, i fer-se forats als mitjons amb les herbes més altes. Un cop arriba al seu destí, la senyora Rottenmeier s'horroritza en veure la Clara al prat i vol que faci els deures tal com li va prometre abans de marxar. La Clara no para de posposar la tasca perquè realment no vol pensar a estudiar i l'avi li ensenya a fer formatge. Mentre la Clara descansa, la Heidi va a buscar-li unes flors i es troba en Pere, que està furiós amb ella perquè la Clara monopolitza la seva atenció i li impedeix venir amb ella a les pastures. El pastor ordeix un pla: demà portarà la Clara en braços fins a les pastures. |                                                                               |                         |                                 |
| 45 | Anem a veure les flors Yama no ko tachi (山の子たち)                          | 10 de novembre de 1974  | 31 de març de 2025 (FilminCAT)  |
| A l'alba la Heidi ha recorregut a la Brígida per manllevar uns pantalons vells. L'avi ha construït un fre per a la cadira de rodes de la Clara. La Heidi convenç la Clara de posar-se els pantalons perquè en Pere pugui portar-la més fàcilment, tot aprofitant l'absència de la senyora Rottenmeier, que es va veure ofesa pel comportament d'en Pere el dia anterior i que, per tant, pujarà sola. El dia de la Clara a les pastures és inoblidable, mentre a la cabana la senyora Rottenmeier retreu al vell haver deixat anar soles les noies: l'avi li recorda que va ser el metge qui va fer venir la Clara a la muntanya. En tornar de les pastures, en Pere se sent cansat de portar la Clara, però aconsegueix resistir i arribar a la cabana. |                                                                               |                         |                                 |
| 46 | El descobriment de la Clara Clara noshiawase (クララのしあわせ)               | 17 de novembre de 1974  | 31 de març de 2025 (FilminCAT)  |
| En Pere arriba tard i la Clara se sent culpable perquè creu que el dia abans li va provocar un esforç excessiu per portar-la en braços: en realitat, el pastor havia treballat tota la nit per preparar una cadira d'espatlla per poder-la portar amb més facilitat. Aquest cop, hi és la senyora Rottenmeier i no ho autoritza, però l'avi veu que la cadira d'en Pere és bona i li dona el vistiplau a la Clara. La senyora Rottenmeier estén la roba quan esclata una pluja intensa: puja a les pastures amb l'avi per assegurar-se que la Clara està bé, es posa uns pantalons vells i puja el vessant molt incòmode. Mentrestant, la Heidi i en Pere troben refugi i la Clara conta una història. Un cop arriben l'avi i la senyora Rottenmeier, s'aclareix el dia i apareix un bonic arc de Sant Martí. L'endemà, la Clara coneix l'àvia d'en Pere i li llegeix uns poemes d'Eduard Mörike del llibre que la vella havia memoritzat quan era petita. L'àvia està contenta que la petita li llegeixi: la Clara plora d'alegria perquè per primera vegada a la seva vida ha estat útil a algú. |                                                                               |                         |                                 |
| 47 | Hola, àvia Konnichiwa obā-sama (こんにちはおばあさま)                         | 24 de novembre de 1974  | 31 de març de 2025 (FilminCAT)  |
| La senyora Rottenmeier escriu al senyor Seseman perquè vol també pugi als Alps per endreçar la Clara, que no estudia i perd el temps. Però el pare de la Clara hi envia la seva mare, cosa que neguiteja la institutriu. L'àvia de la Clara està gratament sorpresa per la seva neta, que s'ha enfortit i, sobretot, ha abandonat finalment la seva cadira de rodes, sense fer massa cas a les queixes de la senyora Rottenmeier, que proposa que tornin a casa. L'avi explica a la senyora Seseman que, segons el doctor Klassen, la Clara podria tornar a caminar, però ha de quedar-se amb ells una mica més. L'àvia, emocionada amb la idea que la Clara pugui caminar, accepta la proposta de l'avi i decideix enviar a casa la senyora Rottenmeier, l'atenció excessiva de la qual només impedirien la recuperació de la Clara. A la posta de sol, l'àvia coneix en Pere i, per agrair-li l'ajuda a la Clara, li regala un petit ganivet. La senyora Rottenmeier plora perquè es veu obligada a separar-se de la seva estimada Clara: els joves se sorprenen en descobrir que fins i tot la severa institutriu té un costat humà. |                                                                               |                         |                                 |
| 48 | Una petita esperança Chiisana kibō (小さな希望)                               | 1 de desembre de 1974   | 31 de març de 2025 (FilminCAT)  |
| La senyora Rottenmeier comença el camí de tornada a Frankfurt: l'àvia, després d'acomiadar-se'n al carruatge, puja a la cabana. La Heidi i la Clara, convençudes que el seu retard es deu a les compres, esperen un regal: la seva àvia no les pot satisfer, però els promet que aviat tindran una gran sorpresa. Mentre la Clara llegeix a la seva àvia, una vaca s'acosta amenaçadora: la petita té una reacció instintiva i s'aixeca uns segons. L'àvia no pot creure els seus ulls i està convençuda que la seva neta podrà caminar algun dia. |                                                                               |                         |                                 |
| 49 | T'ho prometo, àvia Hitotsu no chikai (ひとつの誓い)                           | 8 de desembre de 1974   | 31 de març de 2025 (FilminCAT)  |
| L'àvia decideix anar a un balneari perquè pensa que, deixant la Clara sola, potser li vindran ganes d'aprendre a caminar. Aquesta vegada, però, no pretén escapar d'amagat com va fer a Frankfurt, sinó que vol organitzar una festa a ca l'avi al poble. La Heidi i en Pere porten l'àvia a les pastures i al vespre baixen tots al poble per a la festa. L'àvia li diu a la Heidi que convidi també els companys d'escola, que es queden mirant sorpresos a l'entrada. En veure com els nens corren, la Clara per fi té les ganes d'aprendre a caminar: l'avi li proposa que demà comenci a fer exercici, però ha de ser ella qui ho vulgui. Abans que l'àvia marxi, la Clara li promet que aprendrà a caminar. |                                                                               |                         |                                 |
| 50 | La Clara es posa dreta Tatte goran (立ってごらん)                             | 15 de desembre de 1974  | 31 de març de 2025 (FilminCAT)  |
| La Clara va prometre que treballaria molt i avui comencen els llargs i cansats exercicis. Viu una muntanya russa d'entusiasme i desànim, també a causa de la impaciència de la Heidi i en Pere. Quan sembla que s'ha donat per vençuda, el seu avi, parlant-li tranquil·lament, la convenç de perseverar fins que pugui mantenir-se dempeus uns instants. |                                                                               |                         |                                 |
| 51 | La Clara ja pot caminar Clara ga aruita (クララが歩いた)                      | 22 de desembre de 1974  | 31 de març de 2025 (FilminCAT)  |
| L'avi amaga la cadira de rodes a l'armari, perquè la Clara ja no la vegi. Els exercicis de la noia continuen fins que, intentant caminar sola, perd l'equilibri i cau. La Clara es torna a desanimar i l'endemà al matí, mig caminant i mig gatejant, s'acosta al traster per intentar recuperar la cadira de rodes, però el seu gest maldestre fa que la cadira rodoli pel pendent i es trenqui contra una roca. És en aquest moment que la Clara s'adona que ara ha tallat els seus vincles amb el passat i que ja no pot tornar enrere. Ja no té la cadira de rodes, que tant odiava que però que alhora era tan tranquil·litzadora. És com si s'haguessin desfet els nusos que l'estrenyien i només li quedés avançar lliure. |                                                                               |                         |                                 |
| 52 | Fins aviat Mata au nichi made (また会う日まで)                                | 29 de desembre de 1974  | 31 de març de 2025 (FilminCAT)  |
| La Clara ara no només pot aixecar-se, sinó que també comença a fer els seus primers passos. Així doncs, ha arribat el moment d'avisar l'àvia, però ella i la Heidi decideixen sorprendre-la i no explicar-li-ho tot: les dues nenes llavors li fan creure que la Clara està avançant, però que de moment encara s'aixeca amb dificultats. Tan bon punt rep la carta de les noies, l'àvia de seguida puja a la muntanya, però també té preparada una sorpresa: el senyor Seseman, el pare de la Clara, ve amb ella. Tot i que en Pere hauria d'estar cuidant les cabres, no vol perdre's l'escena de la Clara caminant sola cap al seu pare, que la mira meravellat. Ara ja ha arribat la tardor, la Clara ha de tornar a Frankfurt, però ara tothom està segur que un cop passat l'hivern tornarà a la muntanya amb la seva amiga Heidi i aquell dia per fi podrà córrer i saltar amb ella. |                                                                               |                         |                                 |